# Joseph Echteler

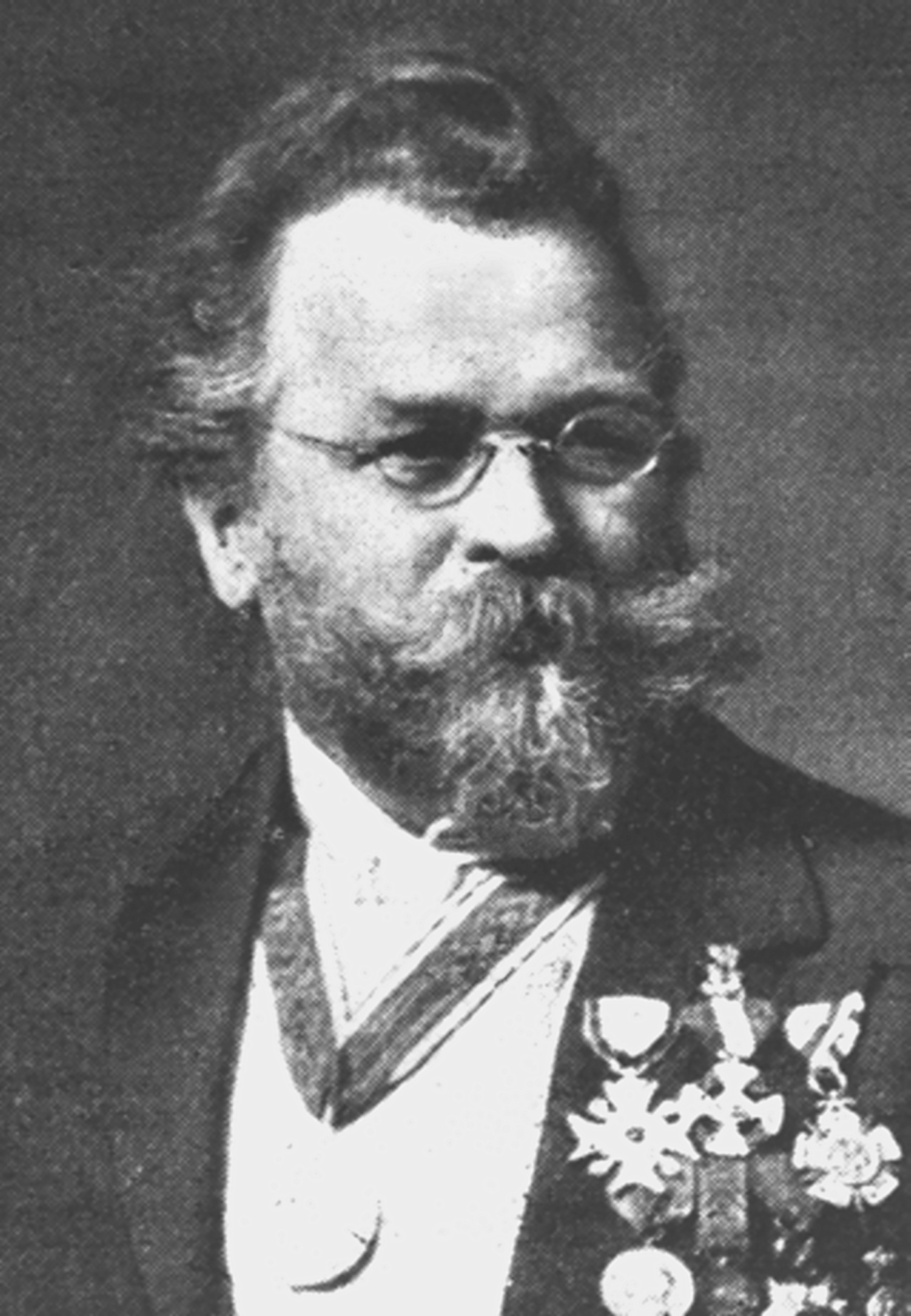
Joseph Echteler (1908)

Joseph Anton Echteler (* 5. Januar 1853 in Legau; † 23. Dezember 1908 in Mainz) war ein deutscher Bildhauer.

## Leben
Nachdem Echteler als Sohn des Ökonomen, Händlers und Bäckers Leonhard Echteler und Marianna v. Sandholz bis zu seinem zwölften Lebensjahr Kühe und Schafe gehütet hatte, erlernte er bei einem Steinmetz in Leutkirch im Allgäu das Handwerk des Steinklopfers, Schnitzers, Stuckators, Marmorists, Formators und Ornamentbildhauers. Auf Wanderschaft kam er nach Stuttgart, wo er 1871 bis 1872 die Kunstschule besuchte. In München setzte er ab November 1872 seine künstlerische Ausbildung an der Akademie der Bildenden Künste unter Max von Widnmann und Joseph Knabl fort.

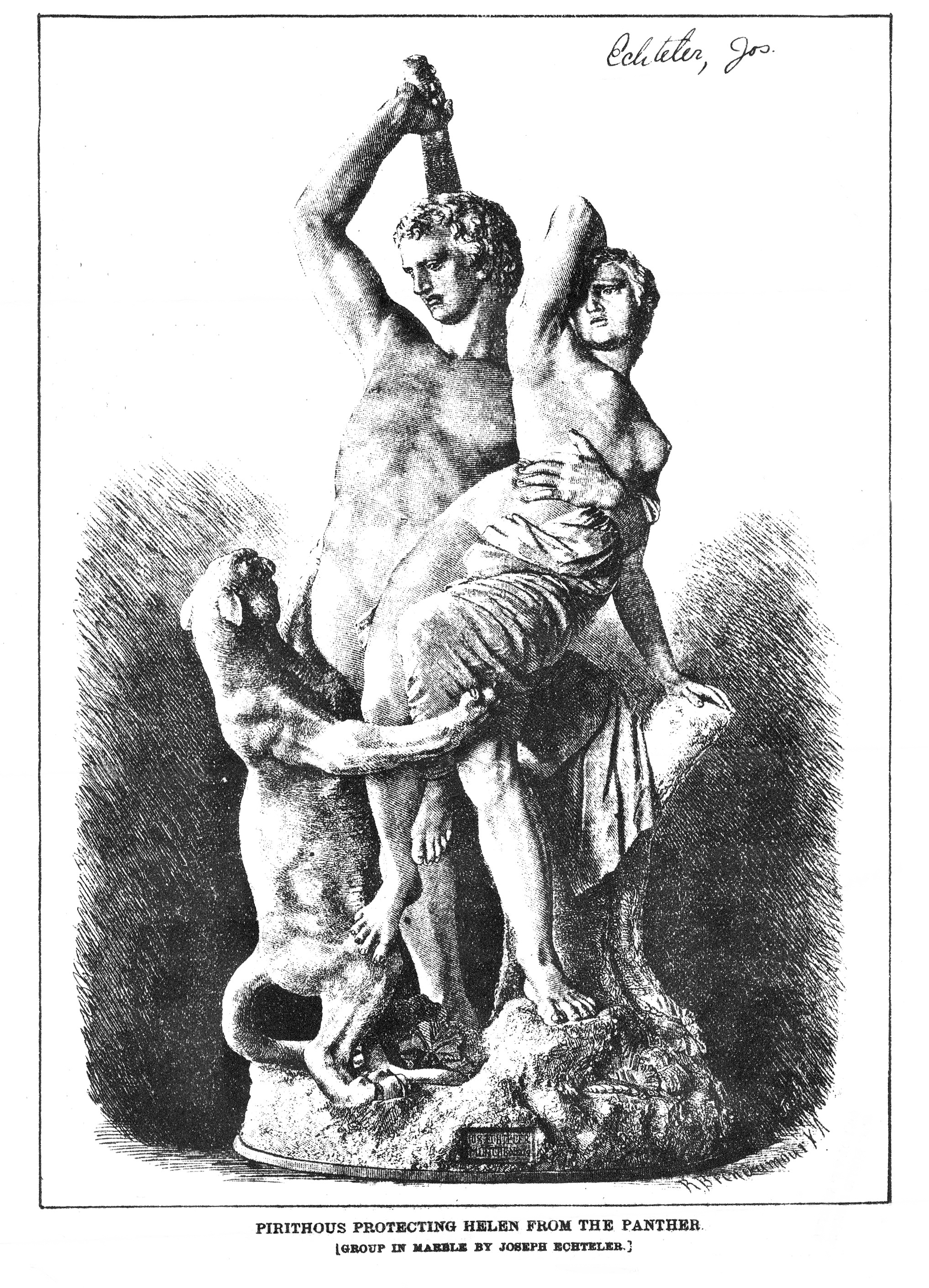
Pirithous' Kampf um Helena. Holzschnitt von Richard Brend’amour nach der Skulptur von Joseph Echteler.

Als Künstler wurde Echteler in München durch Medaillons, Reliefs und Büsten mit den Porträts namhafter Bühnenkünstler, Sänger, Fachgenossen, Gelehrten, Reichsräten, kirchlicher Würdenträger, Diplomaten und fürstlicher Personen bekannt, die er nach fotografischen Vorlagen lebensecht gestaltete. Seine Werke zeichnen sich durch große Ähnlichkeit und sorgsame Durchführung aus. Diesen folgten bald Grabdenkmäler, religiöse und mythologische Bildwerke, Tiere und Gruppendarstellungen. Echteler war Mitglied im Kunstverein München, in dem er bereits 1874 eine eigene Ausstellung hatte.
Im Mai 1884 verließ Echteler München und zog zusammen mit seiner Familie für drei Jahre in die Vereinigten Staaten von Amerika. In New York wirkte er hauptsächlich als Porträtbildner. Als 1885 Präsident Grant starb und beschlossen wurde, in New York ein Monument und Mausoleum zu seinem Gedächtnis zu errichten, arbeitete Echteler einen Entwurf aus und war damit im Februar 1887 einer der Finalisten. Er erhielt jedoch letztlich nicht den Auftrag: das General Grant National Memorial wurde von John H. Duncan umgesetzt. Im Herbst 1887 kehrte er nach München zurück.
Echteler fertigte Büsten, Reliefs, Plaketten, Medaillen und Münzen der höchsten Kronenträger Europas. Sein Werk umfasst etwa 200 Personenbüsten, darunter die von Kaiser Wilhelm, Franz Joseph, Alexander II. und die Könige von Bayern und Württemberg. Dafür bekam er zahlreiche Ehrungen, Orden und Auszeichnungen. Um die Verleihung des Ehrentitels Professor durch Fürst Heinrich XXII. von Reuß zu Greiz drohte 1899 beinahe eine diplomatische Krise zwischen dem Königreich Bayern und dem Fürstentum Reuß älterer Linie auszubrechen, da der Freistaat Echteler zunächst nicht gestattete, den von diesem Fürsten verliehenen Titel in Bayern zu führen. Echteler löste die Angelegenheit, indem er die Staatsangehörigkeit des Fürstentums annahm, wodurch er den Professorentitel fortan führen durfte.
Ein Schüler von Echteler war Emil Graf von Schlitz genannt von Görtz.

## Polychrome Skulpturen
Echteler strebte als bildender Künstler nach dem Ideal der größtmöglichen Lebensnähe und beschritt dabei auch mutig neue Wege. Dazu zählten auch seine Experimente in den 1880er Jahren, mit polychromer Bemalung seinen Porträtbüsten eine noch größere Ähnlichkeit zu der dargestellten Person zu geben. Mit diesen Werken geriet Echteler in den Polychromiestreit des 19. Jahrhunderts hinein, zwischen die Fronten der etablierten klassizistischen Position, wonach Skulpturen stets monochrom und vorzugsweise weiß sein sollten, und avantgardistischeren Ansichten. Von Freunden der polychromen Skulptur wurden Echtelers Werke, etwa die Büste Johann Nepomuk von Nußbaums, als die bisher Vollkommensten ihrer Art gelobt. Im Münchner Glaspalast lehnte man Echtelers polychrome Werke dagegen ab.

## Erfindungen
Echteler ist auch Erfinder eines Apparats zur „Naturplastikkopie“, d. h. nach einer vom Lebenden oder Toten abgeformten Gesichtsmaske zur Herstellung einer „naturwahren Büste“.
Außerdem erfand Echteler eine eigene Skulptur-Masse, die er „Euphoryt“ taufte und in den 1880er Jahren vervollkommnete. Echtelers „Euphoryt“, aus dem er selbst viele Büsten schuf, ist steinhart, wetterfest und abwaschbar.

## Ehen und Nachkommen
Echteler war dreimal verheiratet. Nachdem aus seiner ersten Ehe drei Mädchen, jedoch kein männlicher Nachkomme hervorging, verstieß er 1890 nach der Totgeburt eines Sohnes seine Frau Dorathea (geborene Seybold) mit ihren Kindern Marie (* 1878), Olga (* 1886) und Eda (* 1888). Diese verblieben in den USA, wohin er sie im Februar 1890 unter einem Vorwand gesandt hatte, unmittelbar bevor er die Ehe nach katholischem Kirchenrecht annullieren ließ und neu heiratete. Aus Echtelers zweiter und dritter Ehe gingen keine gemeinsamen Nachkommen hervor. Seine zweite Frau hieß Elisabeth Fuchs (geborene Geret); die Ehe wurde 1890 geschlossen und 1904 wieder geschieden. Zuletzt heiratete Echteler 1905 die Witwe Anna Kramer (geborene Nikolai).

## Sonstiges

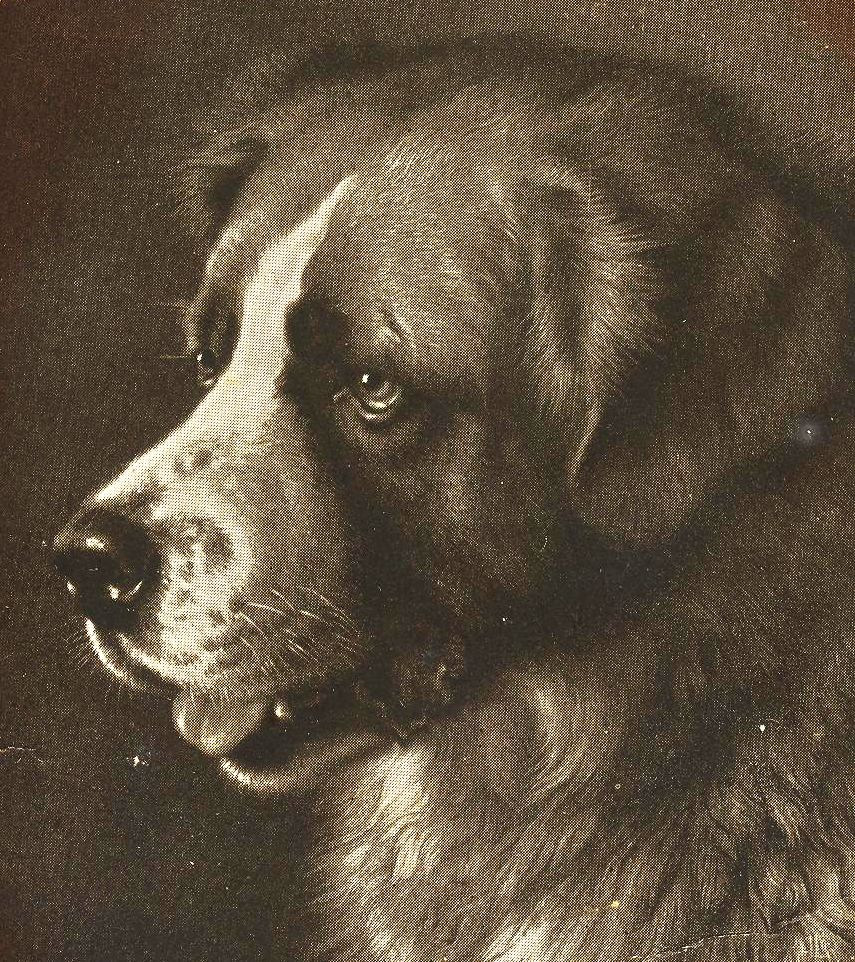
Echtelers Hund Bayard, gemalt vom englischen Tiermaler Frank Paton

Echteler war auch ein Hundezüchter und -kenner. Einer seiner Hunde, der Bernhardiner Bayard (Barry), rettete 37 Menschenleben aus Wasser und Feuer und war ein direkter Nachfahre des berühmten Schweizer Lawinenhundes Barry. Die New York Times berichtete 1884, dass Echteler Barry auf der Westminster dog show in New York präsentierte.
Im Deutschen Nekrolog wird erwähnt, dass Echteler, der Schwimmer und Mitglied im Münchner Turnverein Jahn war, selbst unter Lebensgefahr dreimal „beherzt junges Leben aus dem Wasser“ rettete.
Seit einer Kopfverletzung durch einen Pferdehufschlag 1889 (möglicherweise eine Frontallappenschädigung) war Echtelers Persönlichkeit verändert: er war seitdem stark reizbar und geräuschempfindlich. Auch in der Veränderung seiner Handschrift ist der Unfall deutlich erkennbar. In München geriet er in nachbarschaftliche Streitigkeiten mit Klagen und Prozessen, weshalb er 1908 in die Heimat seiner dritten Frau nach Mainz zog. Dort starb er zwei Monate später im Alter von 55 Jahren.

## Werke (Auswahl)
- Mater Dolorosa
- Ecce homo
- Madonna

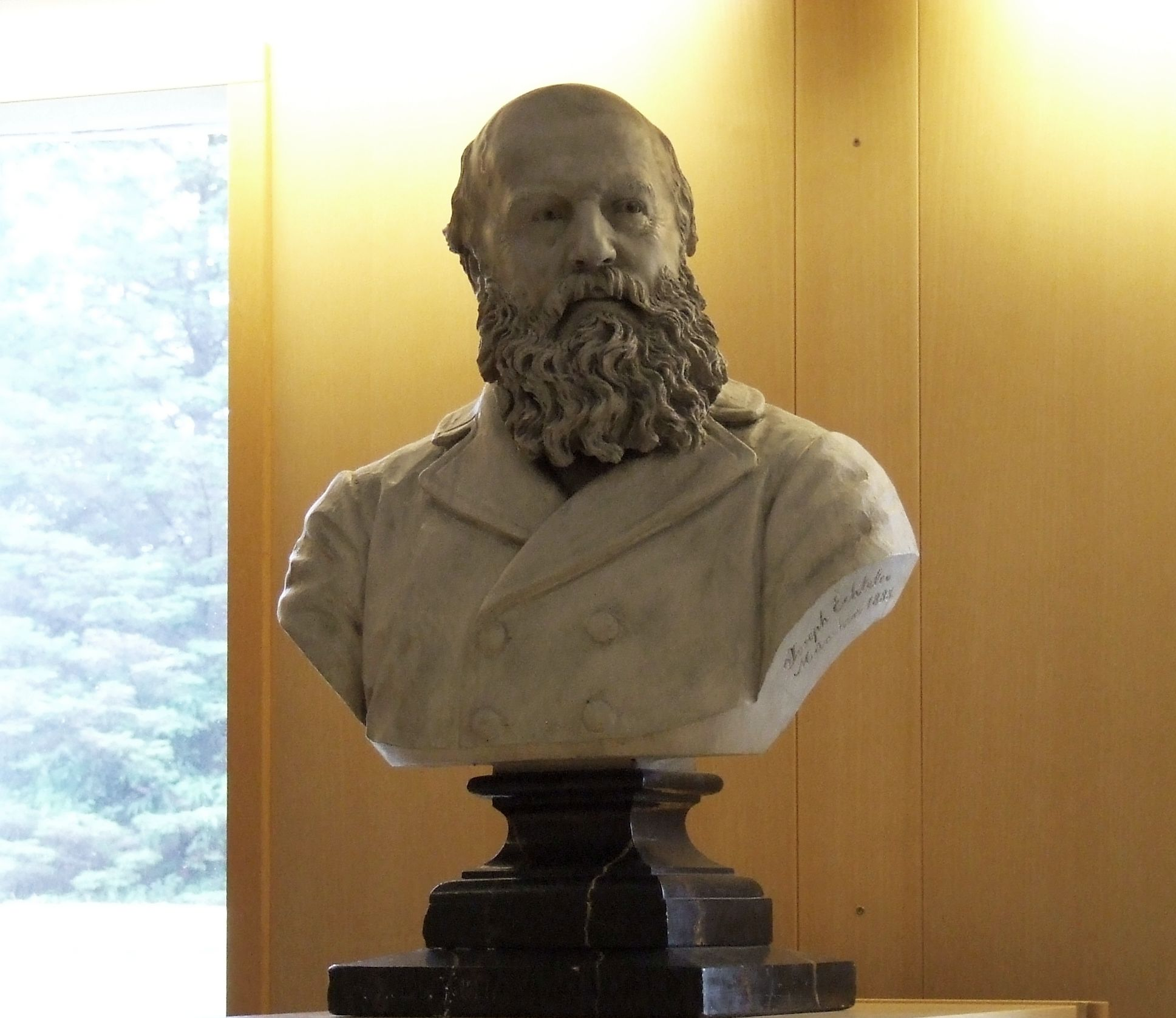
Büste Konrad Maurers, 1888, heute im Besitz der National- und Universitätsbibliothek Islands

- Gruppe nach Walther von der Vogelweide
- Waisenschutz (Gruppe)
- Knabe mit Hund und Taube
- Pirithous’ Kampf um Helena (Kolossalgruppe in Marmor bzw. Bronze, diese wird in verschiedenen Quellen als Echtelers Hauptwerk bezeichnet)
- Der Kampf um seinen Liebling
- Venus sich mit Rosen schmückend
- Herkules im Kampf mit dem Nemëischen Löwen
- Amazonenkämpfe zu Pferd
- Fürst von Sayn-Wittgenstein (Porträtbüste angefertigt für den Zaren von Russland)
- 1875 Johann Nepomuk von Nußbaum (Porträtbüste)
- 1880 Selbstporträt[7]
- 1881 Venus mit dem gezähmten Löwen
- 1881 Herakles nimmt der Amazonenkönigin Hipolyte das Wehrgehänge ab
- 1881 Antiope und Theseus
- 1883 Ignaz von Döllinger (Porträtbüste)
- 1883–1884 Charles Darwin (Porträtbüste, Metropolitan Museum of Art)
- 1884 Mrs. Frank Leslie (Porträtbüste)
- 1888 Konrad Maurer (Porträtbüste, National- und Universitätsbibliothek Islands)
- vor 1889: Johann Nepomuk von Nußbaum (Porträtbüste, polychrom)

## Ehrungen
- 1908: von Fürst Leopold IV. zur Lippe zur Erinnerung an die Erledigung der Thronstreitigkeiten gestiftete Denkmünze[8]
- 1908: Leopold-Orden (Lippe), von demselben verliehen[8]
- mutmaßlich: Orden der Krone von Italien[9]
- mutmaßlich: Orden für Kunst und Wissenschaft (Lippe)[9]